# Кармона, Ошкар
Анто́ниу О́шкар Фраго́зу Кармо́на (порт. António Óscar Fragoso Carmona; 24 ноября 1869, Лиссабон — 18 апреля 1951, Лиссабон) — португальский военный и политический деятель, маршал Португалии (1947).

## Биография

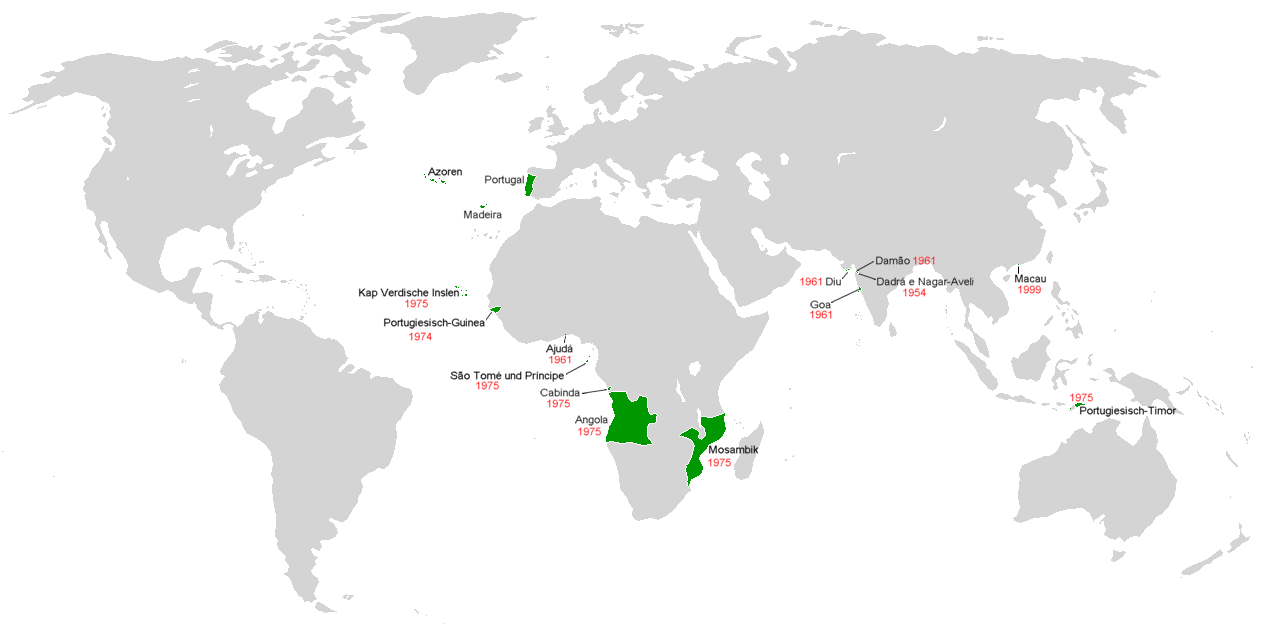
Карта Португальской колониальной империи

По окончании королевского военного колледжа служил в армии в метрополии и колониях. В период Первой мировой войны не поехал в Бельгию на фронт и командовал своим корпусом из Лиссабона.
С 15 ноября по 18 декабря 1923 года занимал должность военного министра. 28 мая 1926 года совместно с генералом Гомешем да Коштой совершил государственный переворот и создал «диктатуру без диктатора» — триумвират генералов вместе с Жозе Мендишем Кабесадашем Жуниором и Мануэлом Гомешем да Коштой. 3 июня стал министром иностранных дел, пробыв в этой должности до 6 июля, после чего отстранил Гомеша да Кошту и с 9 июля по 29 ноября 1926 года временно исполнял обязанности главы государства, премьер-министра и военного министра (до 16 ноября) страны, стал превращать Португалию в авторитарное государство. В 1927 году назначил министром финансов страны с чрезвычайными полномочиями Антониу ди Салазара, который быстро привёл в порядок запущенную экономику страны.

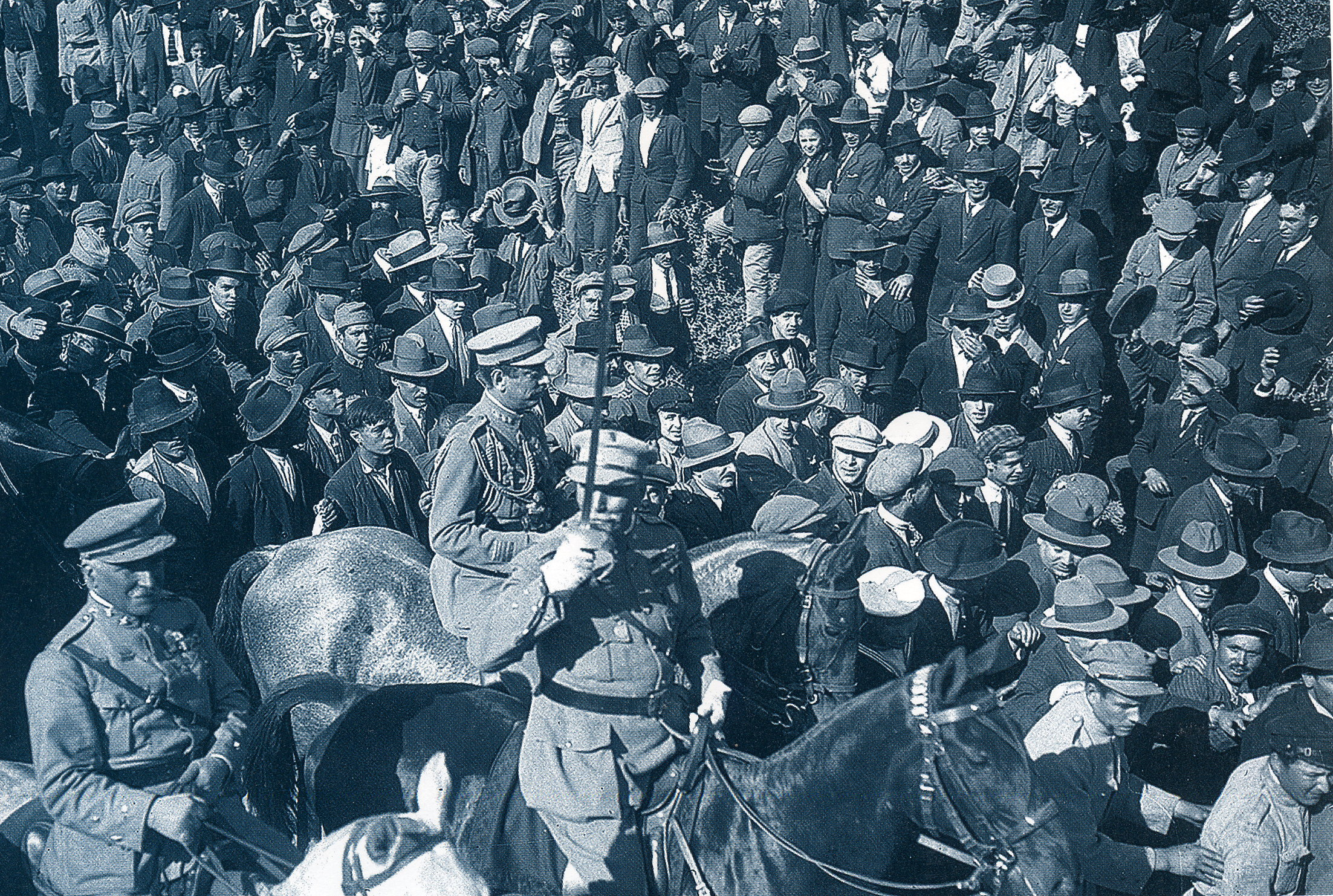
Национальная революция 1926 года в Португалии

С 29 ноября 1926 года исполнял обязанности президента Португалии, а 15 апреля 1928 года был избран Президентом, 18 апреля оставил должность премьер-министра Португалии в пользу Жозе Висенти ди Фрейташа, а в 1932 году назначил на эту должность Салазара, который, провозгласив в 1933 году режим Нового государства, формально сделал Кармону президентом.

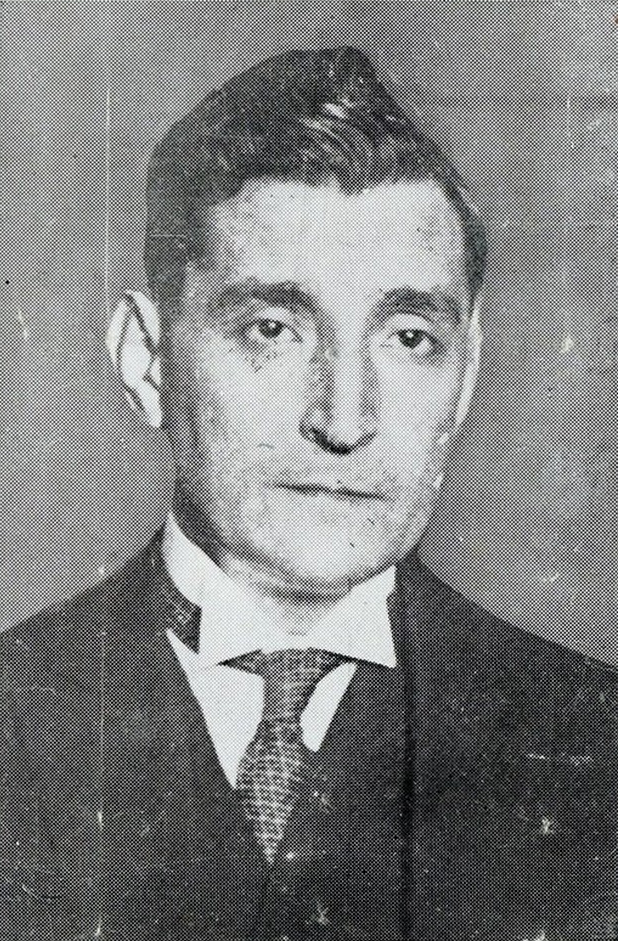
Премьер-министр Антониу ди Оливейра Салазар

Тем не менее практически все властные полномочия перешли к Салазару, а Кармона стал играть церемониальную роль. Переизбирался в 1935, 1942 и 1949 годах на безальтернативных выборах. Умер в 1951 году, находясь в должности президента, был похоронен в монастыре иеронимитов в Лиссабоне, затем перезахоронен в Национальном Пантеоне. Полномочия президента перешли к Салазару, затем был избран Франсишку Кравейру Лопиш.

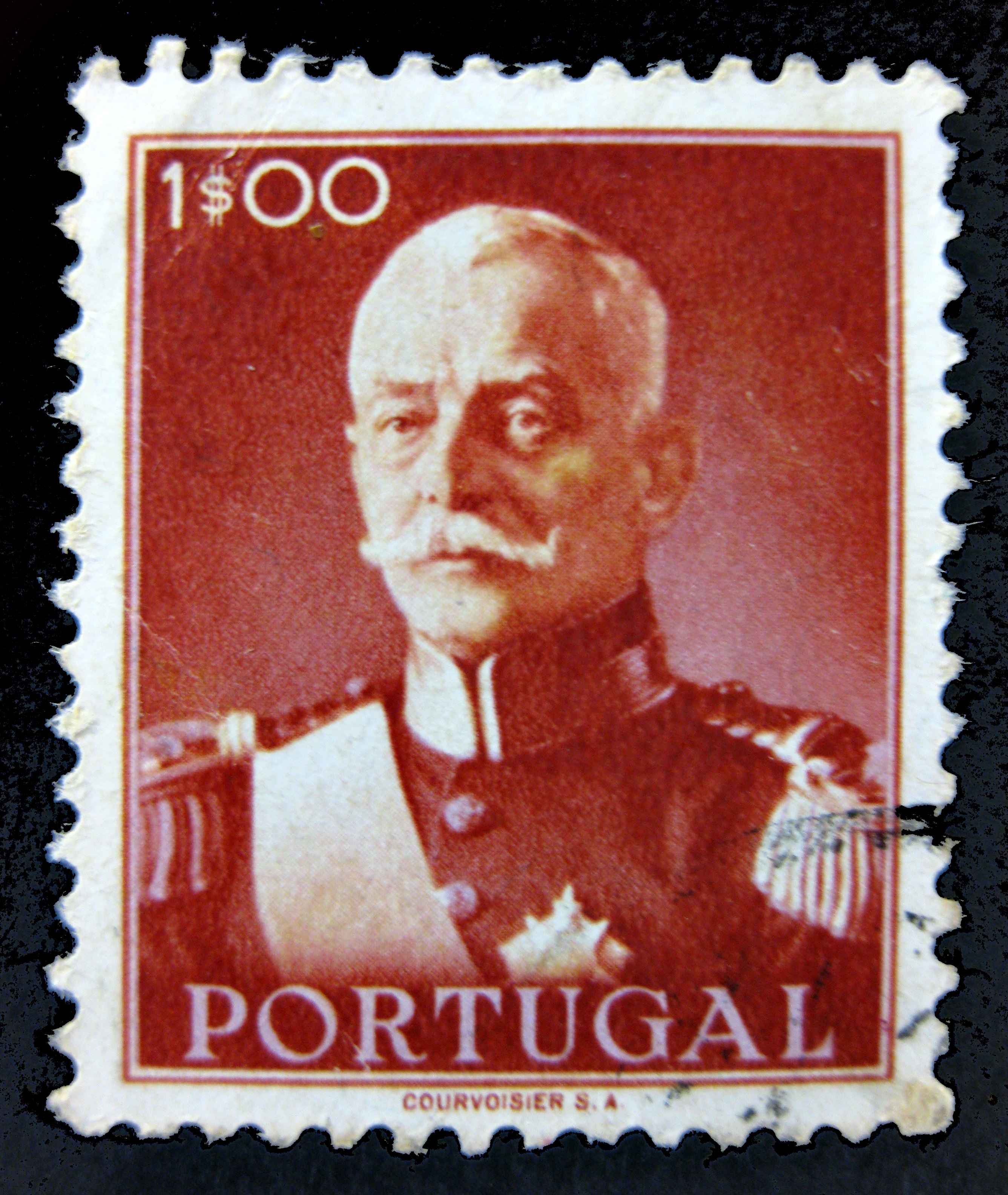
Марка с изображением Кармоны

## Личная жизнь

### Политические убеждения
Никогда не симпатизировал демократической форме правления и, как он позже признавался в интервью Антониу Ферру, он проголосовал в первый и единственный раз в жизни на Национальном плебисците 1933 года. Во время Первой Республики в 1923 году он был на короткое время назначен военным министром в правительстве Антониу Гинештала Машаду. В отличие от популярного маршала Мануэла Гомиша да Кошты, Кармона не участвовал в Первой мировой войне.

### Семья
В январе 1914 года он женился на Марии ду Карму Феррейра да Силва (28 сентября 1878 г., Шавиш — 13 марта 1956 г., Лиссабон), дочери Жерману да Силвы и Энграсии де Жезуш. Они имели трёх детей, которые родились до официального заключения брака и были потом признаны Ошкаром Кармоной. Является дядей президента Бразилии Аугусту Тасу Фрагозу. Родственник бывшего мэра Лиссабона Кармоны Родригеша (2004—2007).

## Публикации
Кармона написал книгу правил для кавалерийской школы в 1913 году.

## Память
В 1955 году город Уиже в Анголе был назван в честь Кармоны. Это название город носил до 1975 года. Когда Ангола стала независимой, город получил своё нынешнее название.

## Награды
Награды Португалии
| Страна     | Дата                             | Награда                                                                | Награда                                                                | Литеры |
| ---------- | -------------------------------- | ---------------------------------------------------------------------- | ---------------------------------------------------------------------- | ------ |
| Португалия | 15 апреля 1928 — 18 апреля 1951  | Кавалер Тройного ордена как Президент Португалии                       | Кавалер Тройного ордена как Президент Португалии                       |        |
| Португалия | 15 апреля 1928 — 18 апреля 1951  | Гроссмейстер Военного Ордена Башни и Меча, Доблести, Верности и Заслуг | Гроссмейстер Военного Ордена Башни и Меча, Доблести, Верности и Заслуг |        |
| Португалия | 15 апреля 1928 — 18 апреля 1951  | Гроссмейстер                                                           | ордена Христа                                                          |        |
| Португалия | 28 июня 1919 —                   | Командор                                                               | ордена Христа                                                          | ComC   |
| Португалия | 15 апреля 1928 — 18 апреля 1951  | Гроссмейстер                                                           | ордена Святого Беннета Ависского                                       |        |
| Португалия | 5 октября 1925 —                 | Кавалер Большого креста                                                | ордена Святого Беннета Ависского                                       | GCA    |
| Португалия | 15 февраля 1919 — 5 октября 1925 | Командор                                                               | ордена Святого Беннета Ависского                                       | ComA   |
| Португалия | 15 апреля 1928 — 18 апреля 1951  | Гроссмейстер                                                           | Военного ордена Святого Якова и Меча                                   |        |
| Португалия | 28 февраля 1919 —                | Командор                                                               | Военного ордена Святого Якова и Меча                                   | ComSE  |
| Португалия | 30 января 1929 — 18 апреля 1951  | Гроссмейстер ордена Народного образования                              | Гроссмейстер ордена Народного образования                              |        |
| Португалия | 1932 — 18 апреля 1951            | Гроссмейстер ордена Колониальной империи                               | Гроссмейстер ордена Колониальной империи                               |        |

Награды иностранных государств
| Страна | Дата вручения    | Награда                                                 | Награда                                                 | Литеры |
| ------ | ---------------- | ------------------------------------------------------- | ------------------------------------------------------- | ------ |
| Италия | 25 апреля 1930 — | Кавалер Большого креста ордена Святых Маврикия и Лазаря | Кавалер Большого креста ордена Святых Маврикия и Лазаря |        |
| Польша | 1931 —           | Кавалер ордена Белого орла                              | Кавалер ордена Белого орла                              |        |